# ماربلهيد (ماساتشوستس)
ماربلهيد (بالإنجليزية: Marblehead, Massachusetts)‏ هي معلم جغرافي تقع في الولايات المتحدة في مقاطعة إسكس. يقدر عدد سكانها بـ 19,808 نسمة ومساحتها 50.7 كم2 وترتفع عن سطح البحر 20 متر.

## معرض صور

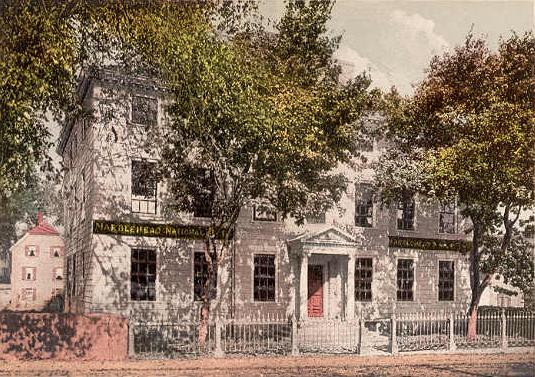
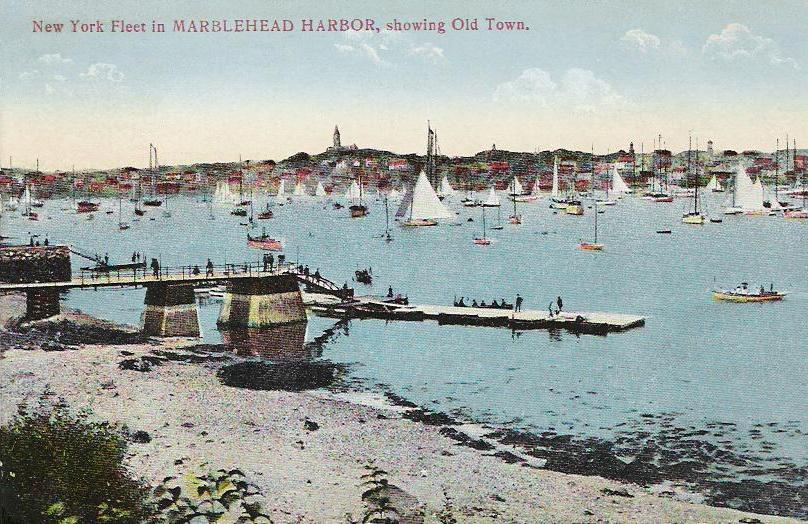
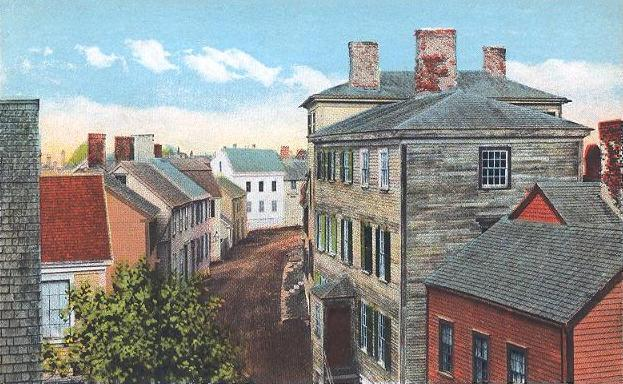
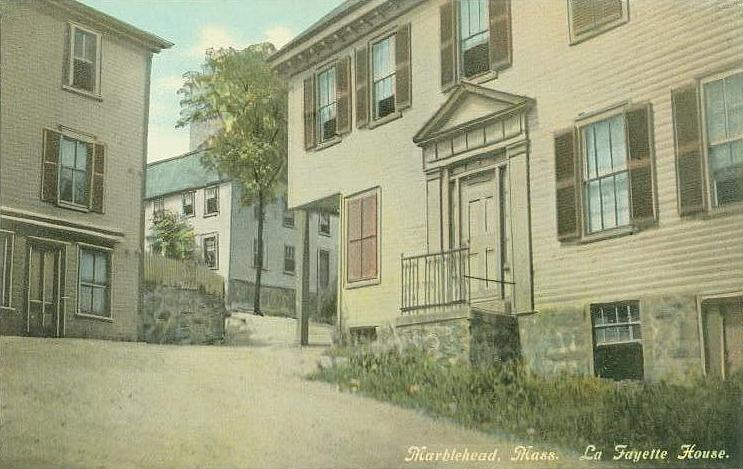
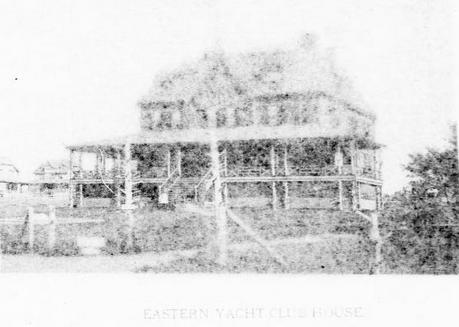
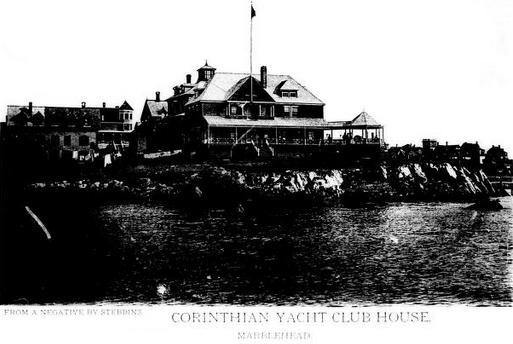

## أعلام
- غاردنر وليامز
- ويليام ريد
- إلبردج جيري
- تايلر هاميلتون
- إستيل بارسونز
- روث إدنا كيلي
- جوزيف ستوري
- شالان فلاناغان
- فريدريك روبنسون